# Березнянська волость (Сквирський повіт)
Березнянська волость — історична адміністративно-територіальна одиниця Сквирського повіту Київської губернії з центром у селі Березна.
Станом на 1886 рік складалася з 4 поселень, 4 сільських громад. Населення — 4359 осіб (2070 чоловічої статі та 2289 — жіночої), 518 дворових господарств.
|                     | Площа, десятин | У тому числі орної, дес. |
| ------------------- | -------------- | ------------------------ |
| Сільських громад    | 3173           | 2791                     |
| Приватної власності | 5655           | 3550                     |
| Іншої власності     | 119            | 87                       |
| Загалом             | 8947           | 6428                     |

Поселення волості:
- Березна — колишнє власницьке село при річці Рось за 25 верст від повітового міста, 2372 осіб, 305 дворів, православна церква, школа, 2 постоялих будинки, лавка, 2 водяних і 4 вітряних млини.
- Мала Сквирка — колишнє власницьке село при річках Рось і Сквирка, 489 осіб, 61 двір, православна церква, школа, постоялий будинок.
- Михайлівка — колишнє власницьке село при річці Рось, 721 особа, 84 двори, каплиця, постоялий будинок, водяний млин.
- Пустоварівське Городище — колишнє власницьке село при річці Рось, 480 осіб, 66 дворів, лікарня, постоялий будинок, лавка, бурякоцукровий завод.